# Bugac
Bugac là một làng thuộc hạt Bács-Kiskun, Hungary. Làng này có diện tích 131,11 km², dân số năm 2010 là 2889 người, mật độ 22 người/km².